# Dąbrówka Nowa (województwo kujawsko-pomorskie)
Dąbrówka Nowa – wieś sołecka w Polsce położona w województwie kujawsko-pomorskim, w powiecie bydgoskim, w gminie Sicienko.

## Podział administracyjny
Do 1954 roku miejscowość była siedzibą gminy Dąbrówka Nowa. W latach 1950–1998 miejscowość administracyjnie należała do województwa bydgoskiego.

## Demografia
Według Narodowego Spisu Powszechnego (III 2011 r.) miejscowość liczyła 433 mieszkańców. Jest jedenastą co do wielkości miejscowością gminy Sicienko.

## Historia
Osada do XIII wieku należała do rodu Adwańców. W wieku XIV jej właścicielami zostali Jan i Kacper Dąbrowscy. Od ich nazwiska wzięła się nazwa miejscowości. 

## Obiekty sakralne
Parafia w Dąbrówce Nowej została erygowana w 1428 roku. Obecny kościół zbudowano w latach 1888–1889. W okresie II wojny światowej wieża kościoła została zniszczona (był to dobry punkt obserwacyjny, wykorzystywany wówczas przez niemieckich snajperów). Po wojnie wieżę starannie odbudowano (jeśli dobrze się przyjrzeć, można zauważyć nawet nieco jaśniejsze cegły). Kościół jest obecnie siedzibą parafii św. Jakuba Mniejszego Apostoła. W strukturze kościoła rzymskokatolickiego parafia ta należy do metropolii gnieźnieńskiej, diecezji bydgoskiej, dekanatu Osowa Góra.

## Obiekty wojskowe
W latach 1973–1976 Wojsko Polskie wybudowało tu stację radiolokacyjną. Funkcjonowała ona bez przerwy przez 17 lat od 1975 r. do 1992 roku. Służyła ona do wykrywania obiektów powietrznych oraz określania ich odległości i azymutu. Znajdował się tu m.in. radar Justyna (Jawor-M2) o zasięgu do 350 km w poziomie i 25 km w pionie. Radioodległościomierz w Dąbrówce miał za zadanie naprowadzanie własnych samolotów myśliwskich na samoloty nieprzyjaciela i ewentualne sterowanie jednostkami przenoszącymi ładunki jądrowe. Obiekt posiadał własne ujęcie wody, kanalizację i agregat prądotwórczy.